# 푸뎬루역 (6호선)
푸뎬루역(浦电路站)은 중화인민공화국 상하이시 푸둥 신구 푸뎬루(浦电路)에 위치한 지하철 역이다. 이름이 같은 4호선의 푸뎬루 역과는 직접적으로 연결되어 있지 않다.